# William Mulock
William Mulock, född 19 januari 1843 i Bond Head, Kanada, död 1 oktober 1944 i Toronto, var en kanadensisk advokat, politiker, lärare, affärsman och filantrop. Han var vice-kansler på University of Toronto mellan åren 1881 och 1900 och senare Ontarios viceguvernör mellan åren 1931 och 1932.